# Stazione di Nuvolento
La stazione di Nuvolento fu una fermata ferroviaria della Rezzato-Vobarno a servizio dell'omonimo comune.

## Storia
Non è nota con precisione la data di attivazione della fermata, che si trovava a circa 8,3 km dalla stazione capolinea di Rezzato, nei pressi del casello ferroviario a guardia del passaggio a livello su via Campagna.
La sua presenza è attestata nell'"Orario di servizio" del 1º gennaio 1910: fu qualificata come fermata per la coppia di treni merci con servizio viaggiatori a uso esclusivo degli operai. Comparve regolarmente come fermata facoltativa a partire dagli orari del 1915. Con il cambio d'orario del 1º giugno 1932, la fermata risulta definitivamente soppressa per il servizio ferroviario.
A partire dall'agosto 1931, con la decisione della Società Elettrica Bresciana (SEB) di instradare i tram della tranvia Brescia-Salò sulla tratta ferroviaria Virle Treponti-Tormini Stazione, l'impianto divenne fermata facoltativa del servizio passeggeri. Questo servizio terminò il 10 luglio 1954, quando fu chiusa la linea tranviaria.

## Strutture e impianti
Si trattava di una fermata in piena linea, priva di fabbricato viaggiatori, che utilizzava come riferimento il casello ferroviario della progressiva chilometrica 8+301.

## Movimento
Inizialmente fu servita solo da una coppia giornaliera di treni merci con servizio passeggeri riservato ai soli operai. In seguito, divenne fermata facoltativa per le coppie di treni Rezzato-Vobarno Ferriera.
Durante il periodo di instradamento del servizio tranviario della Brescia-Salò-Toscolano-Gargnano sulla ferrovia, l'impianto mantenne la caratteristica di fermata facoltativa .